# Liste der Bodendenkmäler in Harsdorf
Auf dieser Seite sind die Bodendenkmäler in der oberfränkischen Gemeinde Harsdorf zusammengestellt. Diese Tabelle ist eine Teilliste der Liste der Bodendenkmäler in Bayern. Grundlage ist die Bayerische Denkmalliste, die auf Basis des Bayerischen Denkmalschutzgesetzes vom 1. Oktober 1973 erstmals erstellt wurde und seither durch das Bayerische Landesamt für Denkmalpflege geführt wird. Die folgenden Angaben ersetzen nicht die rechtsverbindliche Auskunft der Denkmalschutzbehörde.

## Bodendenkmäler in Harsdorf
| Lage                       | Objekt | Akten-Nr.     | Bild           |
| -------------------------- | --- | ------------- | -------------- |
| (Standort)                 | Grabhügel vorgeschichtlicher Zeitstellung. | D-4-5935-0009 |                |
| An der Kirche 9 (Standort) | Untertägige Teile der frühneuzeitlichen evangelischen Pfarrkirche in Harsdorf, Fundamente mittelalterlicher Vorgängerbauten sowie Reihengräberfeld karolingisch-ottonischer Zeitstellung. | D-4-5935-0014 | weitere Bilder |